# Luigi Molina
Luigi Molina (Novara, 25 gennaio 1927 – Novara, 31 marzo 2001) è stato un calciatore italiano, di ruolo centrocampista.

## Carriera
Giocò a lungo per il Novara in Serie A come centromediano.

## Palmarès
- Campionato italiano di Serie B: 1

Novara: 1947-1948